# José Ramón Navarro Miranda
José Ramón Navarro Miranda (Santa Cruz de Tenerife, Illes Canàries, 16 de novembre de 1959) és un magistrat i professor espanyol. Actualment des del dia 8 de gener de 2014 és el President de l'Audiència Nacional d'Espanya.
Nascut a Santa Cruz de Tenerife l'any 1959. Des de 1976 a 1981 va assistir a la Facultat de la Universitat Complutense de Madrid, on es va llicenciar en Dret.
En 1984 va ingressar per concurs-oposició, amb el número 1 en el Cos Jurídic de la Defensa.
Des de 1986 és acadèmic de la Real Acadèmia de Jurisprudència i Legislació, situada a Madrid.
Posteriorment el dia 12 de novembre de 1991, va ingressar en la carrera judicial després d'haver superat el concurs entre juristes de reconeguda competència, convocat per Acord del Ple del Consell General del Poder Judicial (CGPJ), havent promocionat a la categoria de Magistrat i en haver estat destinat en diferents òrgans judicials de l'àmbit territorial de les Illes Canàries durant més de sis anys.
Seguidament un de les seves destinacions judicials van ser en els jutjats de primera instància i instrucció de Xixona (Alacant), Icod dels Vins, La Orotava (Santa Cruz de Tenerife) i Manresa (Barcelona).
L'any 1999, va passar a ser titular del jutjat d'instrucció número 1 de la ciutat de Santa Cruz de Tenerife, fins a desembre de 2004 que va presidir l'Audiència Provincial de Santa Cruz de Tenerife. Al juny de 2013 va ser nomenat President del Tribunal Superior de Justícia de Canàries. Des de llavors actualment és membre de l'Associació de Jutges i Magistrats Francisco de Vitòria (FV).
Al seu torn, en matèria docent és co-director de la Càtedra «Francisco Tomás i Valenta» de la Universitat de la Llacuna, de la qual a l'Escola de Pràctica Jurídica d'aquesta universitat així mateix és professor de Dret civil. Igualment al seu torn a la Universitat Nacional d'Educació a Distància (UNED) és tutor de Dret constitucional i internacional públic de la Facultat de Dret i professor d'Administració i Legislació Ambiental de la Facultat de Ciències Mediambientals.
Actualment des del dia 8 de gener de 2014, en successió de Ricardo Noces (però oficialment d'Ángel Juanes), és el nou President de l'Audiència Nacional d'Espanya, nomenat pel president Mariano Rajoy davant la presència del Rei Juan Carlos I.

## Condecoració
- Medalla al mèrit de la Justícia a Canàries amb Distintiu de Plata.